# 桂皮斑鲆
桂皮斑鲆（学名：Pseudorhombus cinnamomeus）为牙鲆科斑鲆属的鱼类，俗名花点鲆、桂皮鲆、肉桂扁鱼、柠檬斑鲆。分布于北达朝鲜半岛及日本以及黄、渤海到南海北部等，属于暖温带中等大底层海鱼。该物种的模式产地在长崎。